# Mark Welser
Mark Welser (Augusta, 20 giugno 1558 – Augusta, 23 giugno 1614) è stato un banchiere, politico e astronomo tedesco che ebbe una dotta corrispondenza epistolare con gli intellettuali europei del suo tempo e in particolare, riguardo alle macchie solari, con Galileo Galilei.

## Biografia
Welser apparteneva a una ricca famiglia di antica nobiltà tedesca sviluppatasi nella città di Augusta (Augsburg). Suo zio Bartholomeus Welser fu tra i fondatori della ricchezza della famiglia: finanziatore assieme ai Fugger dell'elezione imperiale di Carlo V, del quale divenne consigliere, primeggiò nel commercio delle spezie portoghesi e nella crescita economica di Anversa. Ebbe rapporti economici anche con la corona francese.. Nel 1528 Bartholomeus, che aveva allestito una flotta diretta alle Americhe, si impadronì della colonia Venezuela ottenendo dall'imperatore di conservarne la proprietà mediante il pagamento di un canone annuo. I suoi discendenti la tennero fino al 1555, quando il Venezuela passò agli spagnoli.
Mark a 16 anni fu mandato a Padova dove completò i suoi studi per 10 anni. Compì numerosi viaggi in Francia e soggiornò a Parigi nel 1572. Divenne duumviro di Augusta nel 1611. Viaggiò anche in Italia e fu a Roma dove nel 1612 venne nominato membro dell'Accademia dei Lincei. Buon conoscitore della lingua italiana era interessato alla ricerca storica, e allo studio di autori greci e latini dei quali curò la pubblicazione finanziando la casa editrice "Ad Insignia Pinus". 

### La polemica sulle macchie solari

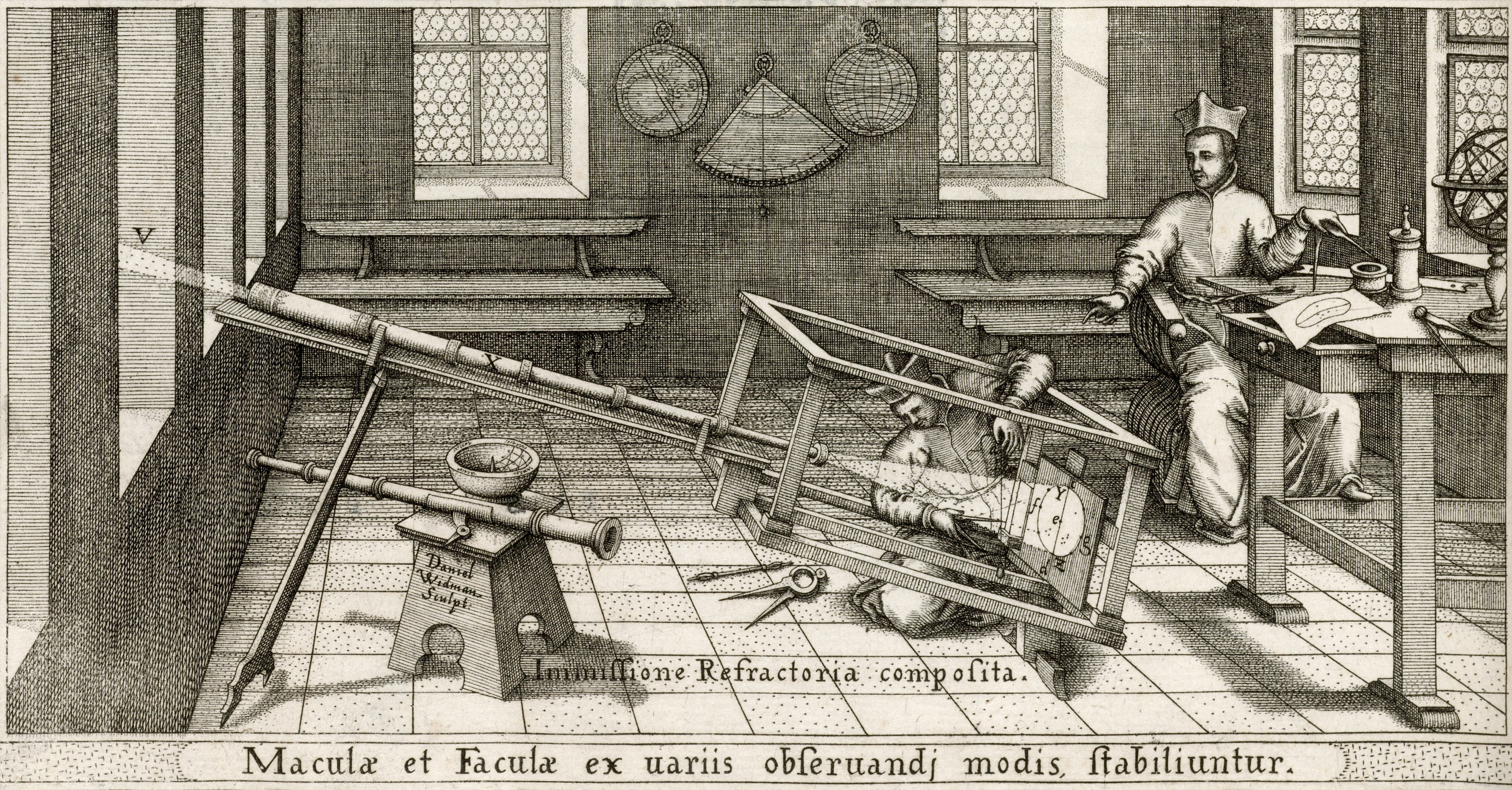
Christoph Scheiner osserva le macchie solari

Alla fine del 1611 il gesuita Christoph Scheiner (1573-1650), insegnante di matematica a Ingolstadt, sotto lo pseudonimo di "Apelles latens post tabulam" ("Apelle che si nasconde dietro il dipinto") scrisse tre lettere a Welser per comunicargli di aver scoperto le macchie solari che egli riteneva non potessero essere un'alterazione del sole, il quale secondo la dottrina tradizionale aristotelica era un corpo celeste incorruttibile, ma piuttosto delle stelle interposte tra la Terra e il Sole le quali per un'illusione ottica apparivano sulla superficie solare. Welser mecenate degli studi e legato molto intimamente coi Gesuiti, dei quali era uno dei banchieri, fece pubblicare le osservazioni di Scheiner e ne mandò una copia a Galilei chiedendogli il suo parere. Galilei rispose a Welser rimproverandolo di aver diffuso l'erronea teoria, che egli identificava di matrice gesuita, dei tre satelliti orbitanti intorno al Sole. Scheiner ribatté, questa volta apertamente ribadendo la sua teoria con il libro De maculis solaribus [...] accuratior disquisitio. Galilei replicò nel dicembre del 1612 con una terza lettera a Welser dove sosteneva che egli ancor prima di Scheiner aveva scoperto le macchie solari e nel 1613, ad opera dell'Accademia dei Lincei, pubblicò una Istoria e dimostrazioni intorno alle macchie solari e loro accidenti confermando che le macchie solari si verificavano, svanendo e riformandosi, sulla superficie corruttibile del Sole che verosimilmente le trascinava nel suo moto di rotazione.
Mark Welser che soffriva gravemente di gotta morì l'anno successivo dopo aver affrontato anche dissesti economici che avevano turbato i suoi ultimi anni di vita.